# فنومبی
فنومبی (به لاتین: Fenomby) یک منطقهٔ مسکونی در ماداگاسکار است که در ماناکارا-آتسیمو واقع شده‌است. فنومبی ۸٬۲۶۸ نفر جمعیت دارد و ۱۷۲ متر بالاتر از سطح دریا واقع شده‌است.